# 군선교신문
군선교신문은 한국기독교군선교연합회 산하기구 군선교신문에서 월간으로 발행하는 군선교관련 신문이다. 1987. 1월부터 지금(2015. 7. 6.)까지 총 302회 발행되었다.